# Baie d'Olenia
La baie d'Olenia (russe : Оле́нья губа, Olenya Guba) est une baie, située dans oblast de Mourmansk (au nord-ouest de la Russie), dans laquelle se situe une ancienne base navale de la Marine soviétique, aujourd'hui utilisée par la Marine russe. Cette base fait partie des installations navales de Gadjievo (également connues sous le nom de Skalisty). La base est le port d'attache de la Flotte du Nord russe.
La baie est une extension de la baie de Kola, qui s'ouvre au nord sur la mer de Barents. 